# Bộ não Boltzmann

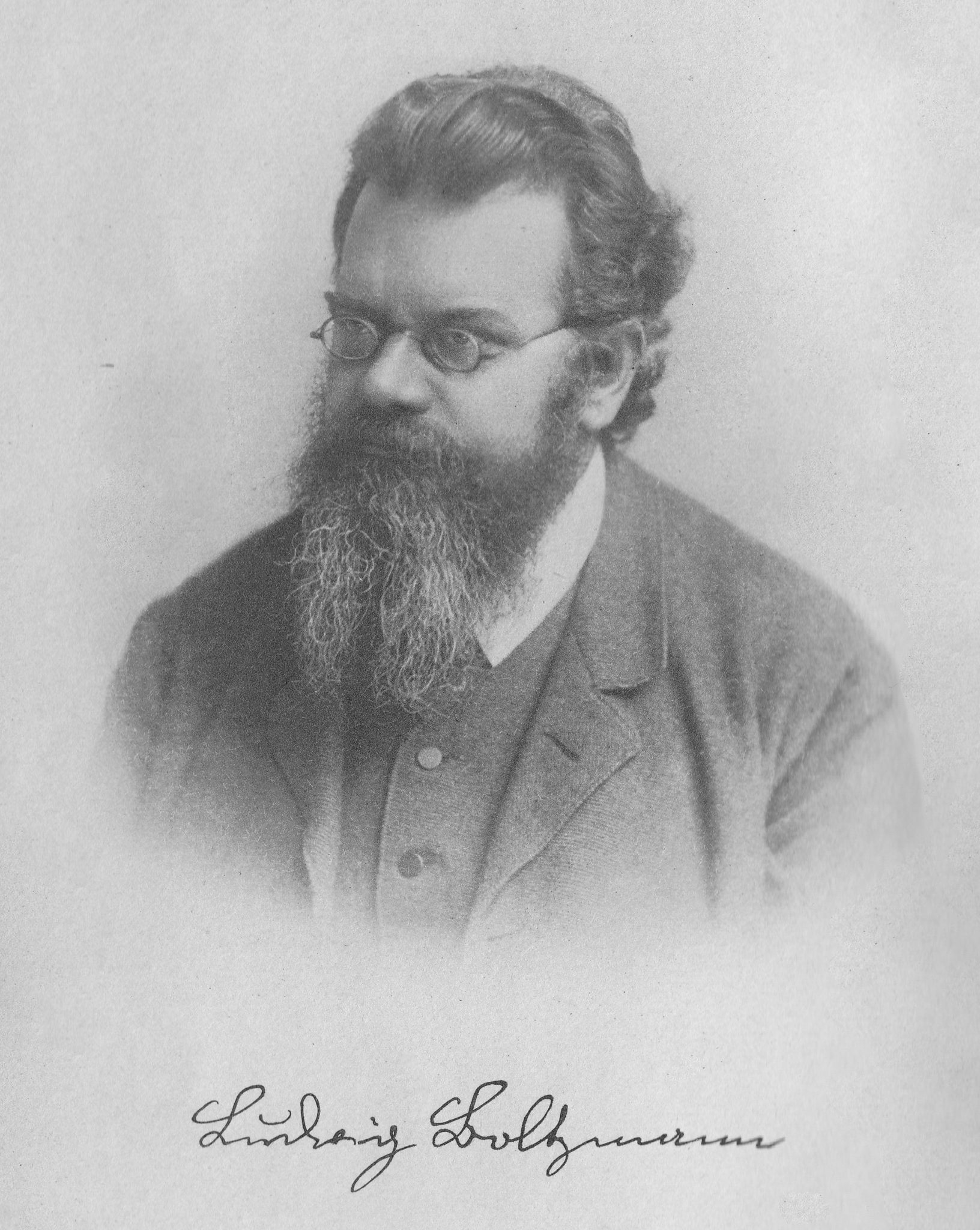
Nhà vật lý Ludwig Boltzmann, người mà bộ não Boltzmann được đặt tên theo

Bộ não Boltzmann là một thí nghiệm tưởng tượng ngụ ý rằng khả năng để cho một bộ não hình thành một cách tự phát từ hư vô (với đầy đủ ký ức đã từng tồn tại trong vũ trụ của chúng ta) cao hơn là toàn bộ vũ trụ được hình thành theo cách mà giới vũ trụ học cho rằng đã thực sự xảy ra. Các nhà vật lý sử dụng thí nghiệm tưởng tượng về bộ não Boltzmann như một ví dụ về lập luận phản chứng khi phân tích các giả thuyết khoa học đối lập.
Ngược với các thí nghiệm tưởng tượng bộ não trong thùng về nhận thức và suy nghĩ, bộ não Boltzmann được sử dụng trong vũ trụ học và liên quan tới các giả định của chúng ta về nhiệt động lực học và sự phát triển của vũ trụ. Trong một khoảng thời gian đủ lâu, các thăng giáng (dao động) lượng tử có thể khiến cho các hạt vật chất cấu tạo nên một cách tự phát bất kỳ cấu trúc nào với độ phức tạp bất kỳ, thậm chí là một bộ não người với đầy đủ chức năng. Trong thí nghiệm tưởng tượng này, một bộ não Boltzmann là một bộ não được hình thành đầy đủ, với trọn vẹn ký ức của một đời người, và xuất hiện trong trạng thái cân bằng nhiệt động lực học. Bối cảnh này ban đầu chỉ liên quan tới một bộ não đơn lẻ với ký ức giả, nhưng nhà vật lý Sean Carroll đã chỉ ra có khả năng hơn là rằng tất cả các vật thể, ngay cả toàn bộ thế giới và các hệ mặt trời là các đối tượng Boltzmann trong một vũ trụ thăng giáng ngẫu nhiên.
Ý tưởng này được đặt theo tên nhà vật lý người Áo, Ludwig Boltzmann (1844–1906), người đã xuất bản một giả thuyết vào 1896, nhằm giải thích cho thực tế là vũ trụ không bất trật tự giống như ngành nhiệt động lực học mới nổi dường như đã dự đoán. Ông đã đưa ra một vài giải thích, mà một trong số đó là vũ trụ, ngay cả sau khi nó đã tiến triển tới trạng thái khả dĩ nhất khuếch tán và thiếu nổi bật (hay cân bằng nhiệt động), có thể thăng giáng tự phát tới một trạng thái trật tự hơn (hay entropy thấp) như vũ trụ mà chúng ta đang sống. Bộ não Boltzmann ban đầu được đưa ra như một sự vô lý để phản chứng cho giải thích này của Boltzmann về trạng thái entropy thấp của vũ trụ của chúng ta.
Bộ não Boltzmann được chú ý trở lại vào khoảng năm 2002, khi một số nhà vũ trụ học lo ngại rằng trong nhiều giả thuyết về Vũ trụ, những bộ não người có thể xuất hiện từ thăng giáng ngẫu nhiên với khả năng cao hơn nhiều; điều này dẫn đến kết luận rằng, theo thống kê, con người có khả năng đã sai về ký ức của họ trong quá khứ và trên thực tế có thể là các bộ não Boltzmann. Khi áp dụng với những giả thuyết gần đây hơn về đa vũ trụ, lập luận bộ não Boltzmann là một phần của vấn đề về độ đo cấu trúc của vũ trụ học chưa được giải quyết.

## Vũ trụ Boltzmann
Năm 1896, nhà toán học Ernst Zermelo đề xướng một giả thuyết rằng định luật thứ hai của nhiệt động lực học là tuyệt đối hơn là thống kê. Zermelo củng cố giả thuyết của ông bằng cách chỉ ra rằng định lý đệ quy Poincaré cho thấy rằng entropy thống kê trong một hệ kín phải tiến triển tới một hàm tuần hoàn; do đó, Định luật thứ hai, tức là luôn quan sát được entropy tăng, không có khả năng là định luật thống kê về bản chất. Giả thuyết thứ hai và thay thế, được xuất bản năm 1896 nhưng được cho là của Ignaz Schütz, trợ lý của Boltzmann vào năm 1895, chính là bối cảnh "vũ trụ Boltzmann". Trong bối cảnh này, Vũ trụ trải qua phần lớn thời gian trong vĩnh hằng trong một trạng thái thiếu nổi bật của cái chết nhiệt; tuy nhiên, sau đủ thời gian cực kỳ dài, một thăng giáng nhiệt học cực kỳ hiếm cuối cùng sẽ xảy ra trong đó các nguyên tử sẽ bật vào nhau theo một cách chính xác để hình thành nên một tiểu cấu trúc tương đương với toàn bộ vũ trụ quan sát được của chúng ta. Boltzmann lập luận rằng, trong khi phần lớn vũ trụ là thiếu nổi bật, loài người không thấy được vào những vùng đó bởi vì chúng thiếu sự sống có trí tuệ; đối với Boltzmann, việc loài người chỉ thấy được phần trong của vũ trụ Boltzmann của họ là không đáng ngạc nhiên, bởi vì đó là nơi duy nhất mà sinh vật có trí tuệ sống. (Điều này có thể là sử dụng đầu tiên trong khoa học hiện đại của nguyên lý vị nhân).
Năm 1931, nhà thiên văn học Arthur Eddington chỉ ra rằng, bởi vì một thăng giáng lớn có khả năng thấp hơn theo bậc số mũ so với một thăng giáng nhỏ, những quan sát viên trong các vũ trụ Boltzmann sẽ ít hơn nhiều so với những quan sát viên trong những thăng giáng nhỏ hơn. Nhà vật lý Richard Feynman đã xuất bản một lập luận phản biện tương tự trong bộ sách Feynman Lectures on Physics được nhiều người đọc. Năm 2004, các nhà vật lý đã đưa quan sát của Eddington tới kết luận logic của nó: các quan sát viên đông đảo nhất trong một thời gian vĩnh hằng của các thăng giáng nhiệt sẽ là các "bộ não Boltzmann" tối thiểu xuất hiện trong một vũ trụ   mà nếu không thì thiếu nổi bật.